# Torre de la Quadra de Puigloret
La Torre de la Quadra de Puigloret és una obra del municipi d'Aiguamúrcia (Alt Camp) protegida com a bé cultural d'interès local.

## Descripció
Es tracta d'una torre de planta quadrangular de planta baixa i un pis amb un mas adossat. A la planta baixa es troba la porta d'arc de mig punt rebaixat i al primer pis una finestra rectangular. El parament és de pedra picada irregular excepte les cantoneres que són de carreus regulars. Al terrat s'ha instal·lat un dipòsit modern que afecta el volum del conjunt.

## Història
Aquesta casa forta era el casal dels castlans menors del castell de Selma, centre de la quadra de Puiglloret. Del segle xiii a mitjans del XV eren castlans una branca de la família Montagut, que posseïa el feu i la domus de Puiglloret per l'orde del Temple (més tard de l'Hospital), senyor del castell de Selma.
El casal senyorial es va convertir en una simple masia a finals del segle XIV quan Joan de Montagut es casà amb Blanca Lloret, filla i hereva d'Antoni Lloret, i la família Montagut deixaren de residir a Puiglloret, llavors van establir al casal a Bernat Rofes, de Pontons. Per vincles familiars la quadra va passar a mans dels llinatge dels Boixadors de mas de Pontons a finals del segle xv, els quals en van ser senyors fins al segle xix.